# Veliki komet iz leta 565
Véliki komet iz leta 565 (oznaka C/565 O1) je komet, ki so ga opazili 22. junija leta 565 .
Nazadnje so ga videli 4. novembra leta 565.
Opazovali so ga lahko 105 dni. Njegova tirnica je bila parabolična, njen naklon pa 121°. Prisončje se je nahajalo na oddaljenosti 0,83 a.e. od Sonca.  Skozi prisončje je letel 15. julija 565 .